# Christ contemplé par l'âme chrétienne
Christ contemplé par l'âme chrétienne après la flagellation est une huile sur toile de Diego Velázquez de 165,1 × 206,4 cm, conservée à la National Gallery de Londres depuis 1883 après un legs de John Savile Lumley, qui l'avait acquise à Madrid en 1858. Pour José López-Rey elle pourrait avoir été peinte entre 1626 et 1628, bien qu'une majorité de critiques situent son exécution en 1632, après le premier voyage de Velázquez en Italie, à cause des influences de la peinture bolonaise et plus particulièrement de celles de Guido Reni et du Caravage romain, et d'une technique picturale proche de celle employée pour la toile La Forge de Vulcain à Rome.

## Historique
Aucune information sur cette peinture n'est disponible avant son acquisition à Madrid en 1858 mais la critique fut unanime pour accepter la paternité de Vélasquez. Un dessin préparatoire de la figure de l'ange fut détruite en 1936, avec une inscription ancienne —«VELAZQUEZ.»— et appartenait à la collection de Gaspar Melchor de Jovellanos. La rareté de cette iconographie, l'accent mis sur l'enfant vers qui le Christ dirige son regard, sa forte émotivité – rare dans l’œuvre de Vélasquez – fit penser à Carl Justi que la peinture a pu être peinte pour la mort de la fille cadette du peintre, Ignacia.

## Iconographie
Le personnage du Christ sur la colonne a pu être inspiré de modèles classiques —Gaulois mourant – et son anatomie est proche de celle du Christ de la Minerve de Michel Ange. Velázquez suivit les indications iconographiques suggérées par son beau-père Francisco Pacheco sur le thème du Christ récupérant ses vêtements, iconographie très présente dans peinture espagnole du XVIIe siècle, qu'il combina dans une toile originale.

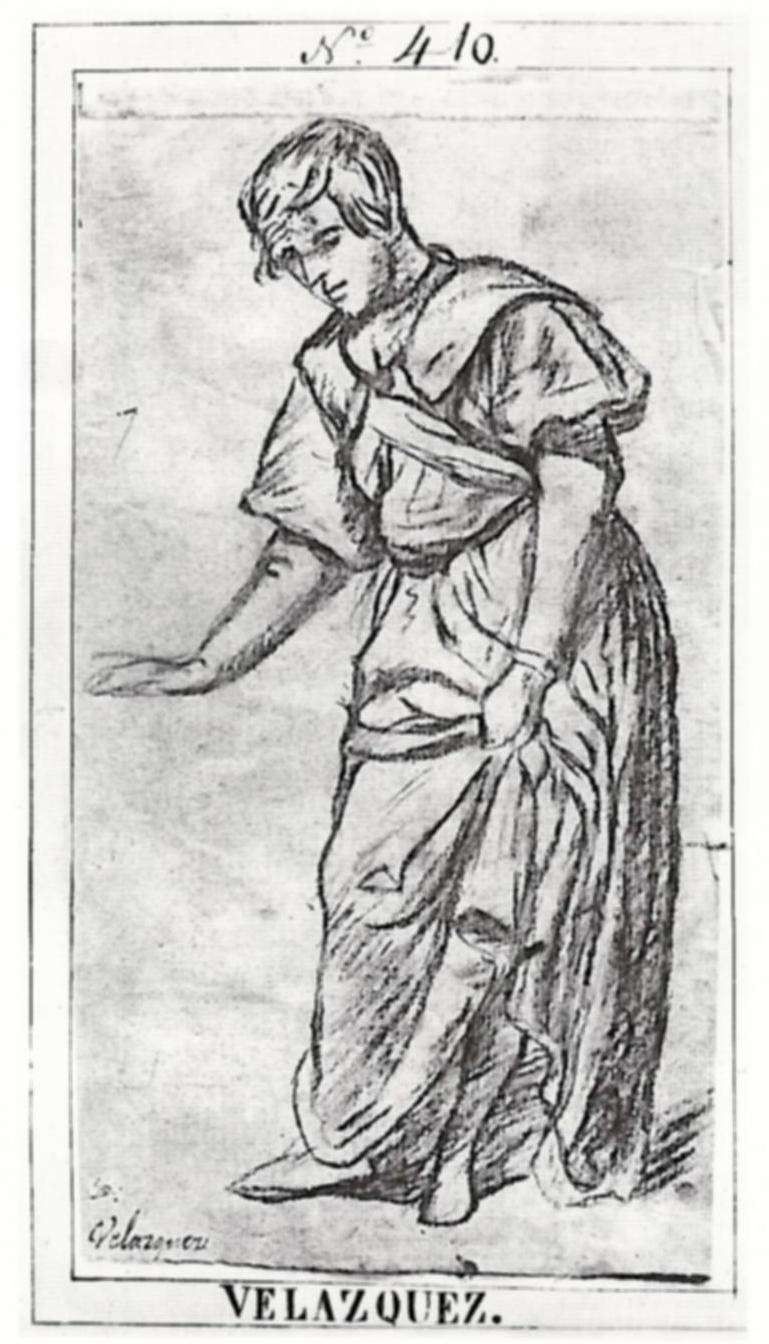
Dessin préparatoire pour Christ et l'âme chrétienne, à l'Institut Jovellanos de Gijón, détruit en 1936.

Pacheco utilisa l’iconographie du Christ récupérant ses vêtements, qui était apparue en Allemagne ou en Flandres au siècle précédant et répandue au travers d'estampes, dans une lettre à Fernando de Córdoba, datée de 1609, à propos d'une de ses peintures sur ce thème aujourd'hui perdue. Il suivit les révélations de sainte Brigitte sur la réincarnation du Christ et citant l’œuvre de Alfonso Paleotti, Iesu Christi Crucifixi Stigmata Sacrae Sindone Impressa éditée à Venise en 1606, Pacheco admit que le Christ fut peint de cette façon, avec les deux mains attachées et avec des courroies de vaches – dont il dit « ça rappelle l'ancien » – et avec les fléaux que les peintres utilisaient fréquemment ; le fléau est fait de ronces (d'après les révélations de saint Vincent) et le « fléau à pointes ou étoiles de fer, fixées sur des cordes, imité des dessins du IVe livre de Paleoto des Révélations de Sainte Brigitte ». Il utilisa également le haut d'une colonne dressée de la basilique Santa Prassede, toujours d'après sainte Brigitte et au contraire de ce que demandait Paleotti.
Dans le Christ et l'âme chrétienne, Vélasquez représenta les fouets contre le corps affaissé de Jésus, sauf les fouets de ronces que mentionna Pacheco : un fagot est éparpillé sur le sol, et les débris et fragments sont soigneusement représentés. La courroie et la queue d'un fouet peuvent rappeler la vision de sainte Brigitte. La colonne à laquelle est attaché le Christ est dressée, et comme l'explique également Pacheco, elle n'est pas entièrement représentée. Il est ainsi possible d'imaginer que la scène se déroule dans une grande salle, sans avoir à la représenter entièrement, pour ne pas troubler la vision du corps du Christ. Pour la même raison il ne représenta qu'un seul des vêtements du Christ, la tunique sans couture, « considérant que les autres n'étaient pas obligatoires, éparpillées dans la salle ou le Prétoire » comme le rappelle Pacheco se référant aux auteurs mystiques. C'est d'après ce passage que Vélasquez peignit la toile.
Toujours suivant Pacheco, le regard du Christ est représenté vers celui qui observe le tableau (qui se situe donc sur le côté et non en face « puisque la rencontre son [regard] cause de grands effets ») . On note également l'influence de Pacheco dans la retenue dans les marques laissées par les fouets (« technique qui sauve nombre de grands peintres qui n'atteignent pas la perfection qui leur coûte tant, à la différence des ignorants, qui sans piété répandent les fouets et le sang, avec lequel on masque la peinture et efface les défauts », les blessures sont concentrées sur l'épaule, là où elles abîment le moins la figure où elles furent le plus abondantes d'après les récits religieux, et la beauté même du corps du Christ telle que défendue par Pacheco. 

Les autres éléments qui composent le tableau de Vélasquez, l'Ange gardien et l'enfant qui incarne l' « âme chrétienne » accompagnant le Christ après sa flagellation, peuvent procéder d'écrits mystiques antérieurs ou non identifiés, dérivés de propositions pour la méditation exposées par des auteurs tels que Jean d'Avila,   (dont Audi filia est cité par Pacheco), ou frère Louis de Granade, qui encensait la beauté du Christ au corps maltraité et exposé 

« Voit, mon âme, ce que serait ce beau jeune homme honteux.... si maltraité et si honteux, et si nu. Voit comme cette chair si délicate, si jolie comme la fleur de toute chair, est ici, de toutes parts ouverte et dépecée »

Bien que ces idées sont abondamment présentées dans les textes ascétiques et pouvaient être considérées comme des lieux communs de la prédication, en peinture, le thème est extrêmement peu fréquent. Les seules toiles précédentes sur ce thème sont deux toiles attribuées à  Juan de Roelas, (un au couvent des Mercedarias Descalzas de Sanlucar de Barrameda et l'autre à l'attribution douteuse au monastère de l'Incarnation de Madrid).  Sánchez Cantón tentant de mettre cette seconde toile en relation avec la peinture de Vélasquez, déchiffra une inscription aujourd'hui invisible qui disait « Âme, prend pitié de moi / que tu m'as mis dans cet état »

Velázquez présenta les trois figures sur un fond neutre, fortement contrasté par une illumination intense qui dessine des ombres noires sur le sol et donne aux figures un puissant aspect tridimensionnel accentué par le caractère émotif de la scène qui a comme axe central la rencontre du regard du Christ affaissé et celui de l'enfant au corps fragile, agenouillé et aux mains inclinées vers Jésus.